# Mankam
En mankam används för att kamma hästens man och svans, alltså dela tagelstråna från varandra. Mankammen kan även användas till att skapa mönster, (till exempel schackmönster), på en häst inför till exempel en uppvisning.
Mankam kallas även den övre delen på hästens hals, där manen växer.